# Damgan
Damgan (Damgan trong tiếng Bretagne) là một xã ở tỉnh Morbihan trong vùng Bretagne tây bắc Pháp. Xã này có diện tích 10,16 km², dân số năm 1999 là 1327 người. Khu vực này có độ cao từ 0-20 mét trên mực nước biển.
Cư dân của Damgan danh xưng trong tiếng Pháp là Damganais.